# 1151
1151 (MCLI) je bilo navadno leto, ki se je po julijanskem koledarju začelo na ponedeljek.

## Dogodki
- 3. april - Umrlega kölnskega nadškofa Arnolda I. nasledi Arnold II. Weidški.
- 8. april - Sicilski kralj Roger II. Sicilski povzdigne svojega najmlajšega (in še edinega zakonitega) sina Vilijema v sokralja.
- 7. september - Umrlega anžujskega grofa in normandijskega vojvodo Godfreja VII. nasledi njegov sin Henrik (oba hiša Plantagenet). Z dedovanjem je nezadovoljen francoski kralj Ludvik VII., ki se boji, da bo Henrik podedoval še angleško krono.
- Wales: Kambro-Normani iz zasede huje ranijo valižanskega kralja Cadell ap Gruffydd, ki je vladal neukopiranim enklavam jugozahodnega Walesa (Deheubarth).
- Ker meščanom Bolonje začenjajo presedati notranje razprtije in boj za oblast, za upravitelja mesta kot tudi nosilca sodne oblasti izberejo tujca, kar je prvi primer uporabe instituta imenovanega podesta.
- Ustanovitev opatije Bolton, Severni Yorkshire, Anglija.
- Južni Song: po trinajstih letih gradnje je most v Aipingu odprt za rabo. Grajen je iz kamnitih blokov in dolg 2.070 metrov.
- Perzijski Guridi ponovno zavzamejo gaznavidsko prestolnico Ghazni. Gaznavidi izgubijo matični Afganistan, njihova vladavina je zdaj omejena na zgolj še severozahod današnje Indije in Pakistana z novo prestolnico Lahore.

## Rojstva
- Esclarmonda de Fois, okcitanska katarka († 1215)
- Neža Babenberška, koroška vojvodinja, ogrska kraljica († 1182)
- Igor Svjatoslavič, černigovski princ († 1202)
- Uraka Portugalska, princesa, kraljica Leóna in Galicije († 1188)
- Ludvik III., deželni grof Turingije, križar († 1190)

## Smrti
- 13. januar - Suger od Saint-Denisa, francoski opat, regent, zgodovinar, arhitekt (* 1081)
- 3. april - Arnold I. Kölnski, nadškof Kölna (* 1100)
- 23. april - Adeliza Louvainška, angleška kraljica, soproga Henrika I. (* 1103)
- 7. september - Godfrej VII. Plantagenet, anžujski grof, normanski vojvoda, soprog cesarice-vdove Matilde Angleške (* 1113)
- Li Qingzhao, kitajska pesnica (* 1084)
- Hugo VII., baron Lusignana, grof La Marche (* 1065)
- Jurij Antioški, italonormanski admiral melkitskega rodu